# Cheiridopsis pearsonii
Cheiridopsis pearsonii là một loài thực vật có hoa trong họ Phiên hạnh. Loài này được N.E.Br. mô tả khoa học đầu tiên năm 1926.